# William Wadsworth (attore)
William Wadsworth (7 giugno 1874 – New York, 6 giugno 1950) è stato un attore statunitense.
Nato nel 1874, iniziò a lavorare nel cinema nel 1911, a 36 anni. L'età gli impedì di avere ruoli troppo giovani, così la sua prima parte fu, in An Island Comedy, il suo film d'esordio all'Edison Company, quella di un padre.
Nella sua carriera cinematografica, durata fino al 1926, girò 189 film. Morì a Brooklyn il 6 giugno 1950, il giorno prima di compiere 76 anni.

## Filmografia
- An Island Comedy, regia di Ashley Miller - cortometraggio (1911)
- Willie Wise and His Motor Boat, regia di Ashley Miller - cortometraggio (1911)
- The Ghost's Warning, regia di Ashley Miller - cortometraggio (1911)
- The Story of the Indian Ledge, regia di Ashley Miller - cortometraggio (1911)
- The Lure of the City, regia di Ashley Miller - cortometraggio (1911)
- John Brown's Heir, regia di C.J. Williams - cortometraggio (1911)
- The Daisy Cowboys, regia di C.J. Williams - cortometraggio (1911)
- An International Heart Breaker, regia di C.J. Williams - cortometraggio (1911)
- Who Got the Reward, regia di Mack Sennett - cortometraggio (1912)
- Please Remit - cortometraggio (1912)
- Thirty Days at Hard Labor, regia di Oscar Apfel - cortometraggio (1912)
- Father's Bluff, regia di Bannister Merwin - cortometraggio (1912)
- The New Editor - cortometraggio (1912)
- Lucky Dog - cortometraggio (1912)
- The Little Delicatessen Store (1912)
- Everything Comes to Him Who Waits, regia di C.J. Williams (1912)
- My Double and How He Undid Me, regia di Ashley Miller (1912)
- The Yarn of the Nancy Belle, regia di Ashley Miller - cortometraggio (1912)
- Percival Chubbs and the Widow, regia di C.J. Williams - cortometraggio (1912)
- A Funeral That Flashed in the Pan, regia di Ashley Miller - cortometraggio (1912)
- Two Knights in a Barroom, regia di C.J. Williams - cortometraggio (1912)
- Is He Eligible?, regia di C.J. Williams - cortometraggio (1912)
- A Tenacious Solicitor, regia di C.J. Williams - cortometraggio (1912)
- Aunt Miranda's Cat, regia di C.J. Williams - cortometraggio (1912)
- Tommy's Geography Lesson - cortometraggio (1912)
- The Sunset Gun, regia di Bannister Merwin - cortometraggio (1912)
- Very Much Engaged, regia di C.J. Williams - cortometraggio (1912)
- How Father Accomplished His Work - cortometraggio (1912)
- A Man in the Making, regia di Ashley Miller - cortometraggio (1912)
- Master and Pupil, regia di J. Searle Dawley - cortometraggio (1912)
- How the Boys Fought the Indians - cortometraggio (1912)
- An Intelligent Camera, regia di C.J. Williams - cortometraggio (1912)
- Madame de Mode, regia di C.J. Williams - cortometraggio (1912)
- The Grouch - cortometraggio (1912)
- What Happened to Mary?, regia di Charles Brabin - serial cinematografico (1912)
- The Escape from Bondage, regia di J. Searle Dawley e Walter Edwin - cortometraggio (1912)
- More Precious Than Gold, regia di J. Searle Dawley - cortometraggio (1912)
- In His Father's Steps, regia di J. Searle Dawley - cortometraggio (1912)
- The Librarian - cortometraggio (1912)

- A Queen for a Day, regia di C.Jay Williams - cortometraggio (1912)

- On Donovan's Division, regia di Harold M. Shaw - cortometraggio (1912)

- A Proposal Under Difficulties, regia di C.J. Williams - cortometraggio (1912)

- A Pair of Foils, regia di C.J. Williams - cortometraggio (1913)
- As the Tooth Came Out, regia di C. Jay Williams - cortometraggio (1913)
- Why Girls Leave Home, regia di C. Jay Williams - cortometraggio (1913)
- Porgy's Bouquet, regia di C. Jay Williams - cortometraggio (1913)

- The Magic Skin - cortometraggio (1914)

- On the Lazy Line, regia di C. Jay Williams - cortometraggio (1914)

- A Story of Crime, regia di C. Jay Williams - cortometraggio (1914)

- The Beautiful Leading Lady, - cortometraggio  regia di C. Jay Williams (1914)

- A Four Footed Desperado, regia di C.J. Williams - cortometraggio (1914)
- The Sultan and the Roller Skates, regia di C.J. Williams - cortometraggio (1914)
- Lo! The Poor Indian, regia di C.J. Williams - cortometraggio (1914)
- In High Life, regia di C. Jay Williams - cortometraggio (1914)
- The Basket Habit, regia di C. Jay Williams - cortometraggio (1914)

- All for a Tooth, regia di C. Jay Williams - cortometraggio (1914)

- Two's Company, regia di Charles Ransom - cortometraggio (1914)
- A Question of Clothes, regia di Charles Ransom - cortometraggio (1914)
- Wood B. Wedd and the Microbes, regia di C.J. Williams - cortometraggio (1914)
- With Slight Variations, regia di Charles Ransom - cortometraggio (1914)
- Wood B. Wedd Goes Snipe Hunting, regia di  C.J. Williams - cortometraggio (1914)
- A Matter of High Explosives, regia di Charles Ransom - cortometraggio (1914)
- The Flirt, regia di Charles Ransom - cortometraggio (1914)
- The Calico Cat - cortometraggio (1914)
- The Courtship of the Cooks, regia di Charles Ransom - cortometraggio (1914)

- Lodgings for Two, regia di Charles Ransom - cortometraggio (1915)
- Found, a Flesh Reducer, regia di Charles Ransom - cortometraggio (1915)
- The Idle Rich, regia di Charles Ransom - cortometraggio (1915)
- Vanity Fair, regia di Charles Brabin e Eugene Nowland (1915)

- The Martyrdom of Philip Strong, regia di Richard Ridgely (1916)
- Envy, regia di Richard Ridgely (1917)
- Builders of Castles, regia di Ben Turbett (1917)

- Rich Man, Poor Man, regia di J. Searle Dawley (1918)